# Liste der Biografien/Weso
Liste der Biografien |
Portal Biografien |
Personensuche
# |
A |
B |
C |
D |
E |
F |
G |
H |
I |
J |
K |
L |
M |
N |
O |
P |
Q |
R |
S |
T |
U |
V |
W |
X |
Y |
Z |
?
 
Wa |
Wc |
Wd |
We |
Wh |
Wi |
Wj |
Wl |
Wn |
Wo |
Wr |
Ws |
Wt |
Wu |
Ww |
Wy |
Wz
 
Wea |
Web |
Wec |
Wed |
Wee |
Wef |
Weg |
Weh |
Wei |
Wej |
Wek |
Wel |
Wem |
Wen |
Weo |
Wep |
Wer |
Wes |
Wet |
Weu |
Wev |
Wew |
Wex |
Wey |
Wez
 
Wesa |
Wesc |
Wesd |
Wese |
Wesh |
Wesj |
Wesk |
Wesl |
Wesn |
Weso |
Wesp |
Wess |
West |
Wesz
Die Liste der Biografien führt alle Personen auf, die in der deutschsprachigen Wikipedia einen Artikel haben. Dieses ist eine Teilliste mit 13 Einträgen von Personen, deren Namen mit den Buchstaben „Weso“ beginnt.

## Weso

### Wesol
- Wesolek, Frida (1887–1943), deutsche Widerstandskämpferin gegen den Nationalsozialismus
- Wesolowski, Alexandra (* 1985), deutsche Filmregisseurin und Drehbuchautorin polnischer Herkunft
- Wesołowski, Bronisław (1870–1919), polnischer Arbeiterführer und Revolutionär
- Wesołowski, Jacek (* 1943), polnischer multimedialer Konzeptkünstler, Kunst- und Literaturwissenschaftler
- Wesołowski, Józef (1948–2015), polnischer Geistlicher, Diplomat des Heiligen Stuhls, römisch-katholischer Erzbischof
- Wesołowski, Michał (1936–2021), polnischer Pianist und Musikpädagoge
- Wesołowski, Stefan (1908–2009), polnischer Urologe, Hochschullehrer in Warschau
- Wesołowski, Włodzimierz Józef (1929–2020), polnischer Soziologe und Politikwissenschaftler
- Wesołowski, Zbigniew Jan (* 1957), polnischer Sinologe
- Wesoly, Karl (1913–2000), deutscher Radsportler
- Wesoly, Kurt (* 1944), deutscher Historiker
- Wesoły, Marek (* 1978), polnischer Radrennfahrer
- Wesoły, Szczepan (1926–2018), polnischer römisch-katholischer Geistlicher, Weihbischof in Gniezno